# Opération Coburg
Guerre du Viêt Nam
Batailles
L'opération Coburg est un engagement entre les forces armées australiennes et les forces armées vietcongs lors de la guerre du Viêt Nam qui se déroule du 24 janvier au 1er mars 1968.